# Вальбах (Рейнланд-Пфальц)
Вальбах (нім. Wahlbach) — громада в Німеччині, розташована в землі Рейнланд-Пфальц. Входить до складу району Рейн-Гунсрюк. Складова частина об'єднання громад Зіммерн.
Площа — 4,34 км2. Населення становить 178 ос. (станом на 31 грудня 2020).